# Archie Lafranco
Archie Lafranco, właśc. José María Suárez Suárez (ur. 15 lipca 1965 w Asturii) – hiszpański aktor telewizyjny i filmowy, były model.

## Życiorys
Zanim rozpoczął karierę telewizyjną, przez 15 lat dorabiał jako model na pokazach w Japonii, Austrii, Hiszpanii, Włoch, dla takich marek jak Armani, Hugo Boss, Versace, Nautica i innych. 
Od 1989 zamieszkał w Meksyku. W 1995 rozpoczął karierę jako aktor, debiutując w telenoweli Najwyższa stawka (El premio mayor).
Urodził się i wychował w rodzinie katolickiej. Przez kilka lat podczas drogi krzyżowej występował jako Jezus Chrystus.

## Filmografia

### telenowele
- 1995: Najwyższa stawka (El premio mayor) jako Daniel
- 2002−2003: Ścieżki miłości (Las vias del amor) jako Alan Miller
- 2004: Zbuntowani (Rebelde) jako Zarzuela
- 2007: Miłość jak tequila (Destilando Amor) jako Benvenuto Bertolucci
- 2008–2009: Nie igraj z aniołem (Cuidado con el ángel ) jako Gustavo Lizárraga
- 2009: Verano de amor jako William
- 2009–2010: Dzikie serce (Corazón salvaje) jako Santiago Aldama de la Cruz
- 2010–2011: Triumf miłości (Triunfo del amor) jako Pedro
- 2012−2013: Prawdziwe uczucie (Amores Verdaderos) jako Stéfano Longoria Ruiz
- 2013: Por siempre mi amor jako Nicolás Belmonte
- 2015: Kotka (La Gata) jako dr.Cisneros